# Element (logiciel)
Pour les articles homonymes, voir Element.
Element (anciennement Riot.im) est un logiciel libre de messagerie instantanée implémentant le protocole Matrix et distribué sous la licence Apache 2.0. Il est accessible via une application web, sur ordinateur (Windows, MacOS, Linux) et mobile pour Android et iOS. Le développement de l'application est effectué par la société New Vector Limited, qui est aussi impliquée dans le développement du protocole Matrix.
Element prend en charge le chiffrement de bout en bout, le fonctionnement par groupes (appelé espaces), l'existence de salons et le partage de fichiers entre utilisateurs. L'inscription ne requiert pas de numéro de téléphone.

## Organisation et financement
Le développement de l'application est effectué par la société New Vector Limited, qui est aussi impliquée dans le développement du protocole Matrix.

## Technologie
- Bleu = Home serveurs fédérés
- Rouge = Applications services, ponts vers Skype, IRC, Slack, etc.
- Vert = Serveurs d'identité, lien entre MXID et 3PID
- Jaune = Clients tels que Element, Nheko, Revolt, Quaternion, GNOME Fractal et autres…

Element prend en charge le chiffrement de bout en bout, le fonctionnement par groupes (appelés espaces), l'existence de salons et le partage de fichiers entre utilisateurs. L'inscription ne requiert pas de numéro de téléphone. Avec l'utilisation du protocole Matrix, Element laisse les utilisateurs choisir le serveur auquel ils veulent se connecter.
Element est construit autour du kit de développement Matrix React SDK, basé sur React, afin de faciliter la création de clients Matrix. Riot est principalement construit autour des technologies web et utilise Electron, une infrastructure logicielle permettant de créer des applications bureau à partir d'applications web, pour distribuer leur logiciel sur Windows, macOS et Linux. Les clients Android et iOS sont développés et distribués en utilisant les outils respectifs aux plateformes.

Réseau matrix

Sur Android, l'application est disponible sur le Google Play Store et F-Droid, avec des modifications mineures. Par exemple, la version distribuée sur F-Droid ne contient pas l'extension propriétaire Google Cloud Messaging.

## Histoire
Element s'appelle Vector quand il sort en juillet 2016, mais il est renommé Riot en septembre après l'intervention de la Canadian Brand Consultancy LP/AD. En novembre, la première implémentation du chiffrement de bout en bout est publiée.
En avril 2019, une nouvelle application est publiée à cause d'une défaillance du serveur de production sur lequel se trouvent les clés de signature de l'application Android. Les développeurs recommandent à tous les utilisateurs de mettre à jour leur version.
Après avoir annoncé le 23 juin 2020 le changement de nom, Riot.im (le client de messagerie) et New Vector (la société qui développe Riot) sont renommés Element le 15 juillet 2020,. Quant à Modular, l'hébergeur de serveurs fédérés, il est renommé Element Matrix Services.
En juillet 2020, Element décroche un contrat auprès du système d'éducation publique allemand qui permet à 500 000 personnes d'utiliser la messagerie.
En décembre 2020, Element Matrix Service (EMS) met en place un service permettant de simplifier la migration de Slack vers Element.

## Caractéristiques
Element est réputé pour sa capacité à se connecter à d'autres applications de messagerie comme IRC, Slack, Telegram et d'autres. Il intègre la voix et la vidéo pair-à-pair et les discussions de groupe via WebRTC. Étant donné qu'il est possible d'auto-héberger l'application et le serveur de discussion, Element est souvent recommandé par les défenseurs de la vie privée.
Element prend en charge le chiffrement de bout en bout des conversations un-à-un et des salons, ainsi que des appels un-à-un bien que cela ne soit pas explicité dans la documentation[réf. à confirmer]. Depuis 2020, les nouvelles conversations non-publiques sont chiffrées de bout en bout par défaut ; pour les salons publics, cette fonctionnalité doit être activée manuellement.

Logo du protocole Matrix

## Réception
Étant donné qu'Element est le client Matrix le plus développé, il est recommandé comme point de départ pour les nouveaux utilisateurs de Matrix, même par le projet lui-même. Dans les médias il est parfois perçu comme une alternative à Slack,, ou d'autres clients de messagerie,.
Element semble populaire dans les communautés du logiciel libre et de l'open source, où il est parfois recommandé de par sa nature fédérée. Cette orientation technique se reflète dans les plus grands salons de la plateforme Matrix, qui comportent des distributions Linux et des salons sur les cryptomonnaies.
L'application a été téléchargée en 2018 plus de 50 000 fois dans le Google Play Store, avec des utilisateurs supplémentaires via F-Droid ou sur d'autres plateformes.
L'application a parfois été critiquée pour ne pas avoir fourni de support pour Tor ou I2P, que ce soit côté serveur ou client, même des années après qu'elle soit sortie. Certains recommandent plutôt d'utiliser IRC, qui prend en charge le protocole Tor, ainsi que XMPP pour les communications privées.

## Versions dérivées (forks)
Prévu pour être fonctionnel à l’été 2018, Tchap est un fork d'Element développé par la Direction interministérielle du numérique (DINSIC - DINUM depuis le 25 octobre 2019) française afin que ses fonctionnaires ne soient plus dépendants des messageries telles que Telegram et WhatsApp. Il permet des échanges chiffrés, sécurisés et est compatible avec n'importe quel poste de travail et terminal mobile.
Thales, société spécialisée dans la défense et la sécurité, a également produit une version dérivée d'Element avec sa messagerie Citadel Team.
À la fin de l’année 2017, la tentative de rapprochement entre la DINSIC et Thales pour unifier Tchap et Citadel Team échoue.
Il existe un fork de Element nommé SchildiChat qui ajoute des fonctionnalités.